# Turnstile (Band)/Diskografie
Diese Diskografie ist eine Übersicht über die musikalischen Werke der US-amerikanischen Hardcore-Band Turnstile. Ihre erfolgreichste Veröffentlichung ist das dritte Studioalbum Glow On, das zum Top-10-Album in Deutschland avancierte.

## Alben

### Studioalben
| Jahr | Titel Musiklabel                      | Höchstplatzierung, Gesamtwochen, AuszeichnungChartplatzierungen (Jahr, Titel, Musiklabel, Platzierungen, Wochen, Auszeichnungen, Anmerkungen) | Höchstplatzierung, Gesamtwochen, AuszeichnungChartplatzierungen (Jahr, Titel, Musiklabel, Platzierungen, Wochen, Auszeichnungen, Anmerkungen) | Höchstplatzierung, Gesamtwochen, AuszeichnungChartplatzierungen (Jahr, Titel, Musiklabel, Platzierungen, Wochen, Auszeichnungen, Anmerkungen) | Höchstplatzierung, Gesamtwochen, AuszeichnungChartplatzierungen (Jahr, Titel, Musiklabel, Platzierungen, Wochen, Auszeichnungen, Anmerkungen) | Höchstplatzierung, Gesamtwochen, AuszeichnungChartplatzierungen (Jahr, Titel, Musiklabel, Platzierungen, Wochen, Auszeichnungen, Anmerkungen) | Anmerkungen                            |
| Jahr | Titel Musiklabel                      | DE | AT | CH | UK | US | Anmerkungen                            |
| ---- | ------------------------------------- | --- | --- | --- | --- | --- | -------------------------------------- |
| 2015 | Nonstop Feeling Reaper Records (Reap) | — | — | — | — | — | Erstveröffentlichung: 10. Januar 2015  |
| 2018 | Time & Space Roadrunner Records (WMG) | DE89 (1 Wo.)DE | — | — | — | — | Erstveröffentlichung: 23. Februar 2018 |
| 2021 | Glow On Roadrunner Records (WMG)      | DE9 (6 Wo.)DE | AT75 (1 Wo.)AT | CH30 (2 Wo.)CH | UK62 (1 Wo.)UK | US30 (1 Wo.)US | Erstveröffentlichung: 27. August 2021  |
| 2025 | Never Enough Roadrunner Records (WMG) | DE7 (2 Wo.)DE | AT25 (2 Wo.)AT | CH23 (1 Wo.)CH | UK11 (… Wo.)UK | US9 (2 Wo.)US | Erstveröffentlichung: 6. Juni 2025     |

### EPs
| Jahr | Titel Musiklabel                            | Anmerkungen                                             |
| ---- | ------------------------------------------- | ------------------------------------------------------- |
| 2011 | Pressure to Succeed Reaper Records (Reaper) | Erstveröffentlichung: 26. April 2011                    |
| 2013 | Step 2 Rhythm Reaper Records (Reaper)       | Erstveröffentlichung: 7. Februar 2013                   |
| 2016 | Move Thru Me POPwig Records (Pop)           | Erstveröffentlichung: 16. September 2016                |
| 2020 | Share a View Roadrunner Records (WMG)       | Erstveröffentlichung: 7. Januar 2020 mit Mall Grab      |
| 2021 | Love Connection Roadrunner Records (WMG)    | Erstveröffentlichung: 27. Juni 2021                     |
| 2023 | New Heart Designs Roadrunner Records (WMG)  | Erstveröffentlichung: 11. August 2023 mit BadBadNotGood |

## Singles
| Jahr | Titel Album                       | Anmerkungen                                            |
| ---- | --------------------------------- | ------------------------------------------------------ |
| 2013 | The Extermination –               | Erstveröffentlichung: 7. Februar 2013                  |
| 2017 | Real Thing Time & Space           | Erstveröffentlichung: 3. November 2017                 |
| 2021 | Mystery Glow On                   | Erstveröffentlichung: 26. Mai 2021                     |
| 2021 | Alien Love Call Glow On           | Erstveröffentlichung: 14. Juli 2021 feat. Blood Orange |
| 2021 | Blackout Glow On                  | Erstveröffentlichung: 28. Juli 2021                    |
| 2021 | Fly Again Glow On                 | Erstveröffentlichung: 11. August 2021                  |
| 2025 | Never Enough                      | Erstveröffentlichung: 8. April 2025                    |
| 2025 | Seein’ Stars / Birds Never Enough | Erstveröffentlichung: 30. April 2025                   |
| 2025 | Look Out for Me Never Enough      | Erstveröffentlichung: 20. Mai 2025                     |

## Musikvideos
| Jahr | Titel                         | Regie                                  |
| ---- | ----------------------------- | -------------------------------------- |
| 2014 | Drop                          | Daniel Regner                          |
| 2017 | Real Thing                    | Mortis Studio                          |
| 2018 | Moon                          | Mortis Studio                          |
| 2018 | Bomb / I Don’t Wanna Be Blind | Atilba Jefferson                       |
| 2018 | Disco / Time + Space          | Atilba Jefferson                       |
| 2021 | Turnstile Love Connection     | Brendan Yates                          |
| 2021 | Alien Love Call               | Pat Crory, Brendan Yates               |
| 2021 | Blackout                      | Turnstile                              |
| 2022 | Underwater Boi                | Daniel Fang                            |
| 2022 | Mystery                       | Brendan Yates                          |
| 2022 | New Heart Design              | Ian Hurdle, Pat MyCrory, Brendan Yates |
| 2022 | Holiday                       | Brendan Yates                          |
| 2023 | Listening                     |                                        |
| 2025 | Never Enough                  | Pat McCrory, Brendan Yates             |
| 2025 | Seein’ Stars / Birds          | Pat McCrory, Brendan Yates             |
| 2025 | Look Out for Me               | Pat McCrory, Brendan Yates             |

## Promoveröffentlichungen
| Jahr | Titel Album                                     | Anmerkungen                             |
| ---- | ----------------------------------------------- | --------------------------------------- |
| 2016 | Come Back for More / Harder on You Move Thru Me | Erstveröffentlichung: 5. August 2016    |
| 2017 | Generator Time & Space                          | Erstveröffentlichung: 15. Dezember 2017 |
| 2018 | Moon Time & Space                               | Erstveröffentlichung: 12. Januar 2018   |
| 2018 | I Don’t Wanne Be Blind Time & Space             | Erstveröffentlichung: 7. Februar 2018   |

## Sonderveröffentlichungen
| Jahr | Titel Musiklabel           | Anmerkungen                |
| ---- | -------------------------- | -------------------------- |
| 2010 | Demo Reaper Records (Reap) | Erstveröffentlichung: 2010 |

| Jahr | Titel Musiklabel                                                               | Anmerkungen                                                         |
| ---- | ------------------------------------------------------------------------------ | ------------------------------------------------------------------- |
| 2014 | Live Series Cassette auch bekannt als: Turnstile Moshers Delight Records (MDR) | Erstveröffentlichung: 10. Oktober 2014 Teil der „Live-Series“-Reihe |

| Jahr | Titel Musiklabel                                          | Anmerkungen                                                               |
| ---- | --------------------------------------------------------- | ------------------------------------------------------------------------- |
| 2014 | Pressure to Succeed / Step 2 Rhythm Reaper Records (Reap) | Erstveröffentlichung: 2014 Vertrieb nur auf dem This Is Hardcore Festival |

## Statistik

### Chartauswertung
|                     | DE    | CH    | AT    | UK    | US    |
| ------------------- | ----- | ----- | ----- | ----- | ----- |
| Nummer-eins-Alben   | DE—DE | CH—CH | AT—AT | UK—UK | US—US |
| Top-10-Alben        | DE2DE | CH—CH | AT—AT | UK—UK | US1US |
| Alben in den Charts | DE3DE | CH2CH | AT2AT | UK2UK | US2US |